# Hugo Restle
Hugo Alfred Restle (* 1. März 1928 in Metzingen; † 12. Februar 2011 in Köln) war ein deutscher Volkswirt und Vorstandssprecher der Agrippina-Versicherung.

## Leben
Restle legte 1946 das Abitur in Stuttgart-Feuerbach ab. Im Anschluss daran studierte er zunächst an der TH Stuttgart und später an der Uni Tübingen Volkswirtschaftslehre. In Tübingen renoncierte er bei der Landsmannschaft Schottland. 1956 wurde er mit einer Dissertation über das Leben und Werk Gustav von Schönbergs zum Dr. rer. pol. promoviert.
Seit 1956 war Restle bei der Agrippina Versicherungs AG tätig; 1960 erfolgte die Ernennung zum Prokuristen. Ab 1965 war er zunächst stellvertretendes und seit 1968 ordentliches Vorstandsmitglied sowie Sprecher des Vorstandes. Zum Jahresende 1976 schied er aus dem Vorstand aus. Von Januar 1977 bis 1991 war er Geschäftsführer der Rheintextil Assekuranz.